# Chicago Film Critics Association Award/Bester fremdsprachiger Film
Preis der Chicago Film Critics Association: Bester fremdsprachiger Film
Gewinner des Chicago Film Critics Association Awards in der Kategorie Bester fremdsprachiger Film (Best Foreign Language Film). Die US-amerikanische Filmkritikervereinigung gibt alljährlich Mitte Dezember ihre Auszeichnungen für die besten Filmproduktionen und Filmschaffenden des laufenden Kalenderjahres bekannt. Diese werden wie bei der Oscar- oder Golden-Globe-Verleihung aus fünf Nominierten ausgewählt.
| Jahr | Preisträger/-in               | Filmtitel                                                      | Deutscher Titel                                  |
| 1988 | Louis Malle                   | Au revoir les enfants                                          | Auf Wiedersehen, Kinder                          |
| 1989 | Kenneth Branagh               | Henry V.                                                       | Henry V.                                         |
| 1990 | Peter Greenaway               | The Cook, the Thief, His Wife & Her Lover                      | Der Koch, der Dieb, seine Frau und ihr Liebhaber |
| 1991 | Jane Campion                  | An Angel at My Table                                           | Ein Engel an meiner Tafel                        |
| 1992 | Neil Jordan                   | The Crying Game                                                | The Crying Game                                  |
| 1993 | Jane Campion                  | The Piano                                                      | Das Piano                                        |
| 1994 | Krzysztof Kieślowski          | Trois couleurs: Rouge                                          | Drei Farben: Rot                                 |
| 1995 | Michael Radford               | Il postino                                                     | Der Postmann                                     |
| 1996 | Krzysztof Kieślowski          | Dekalog                                                        | Dekalog                                          |
| 1997 | Masayuki Suo                  | ダンス (Shall we dansu?)                                       | Shall we dance?                                  |
| 1998 | Roberto Benigni               | La vita è bella                                                | Das Leben ist schön                              |
| 1999 | Pedro Almodóvar               | Todo sobre mi madre                                            | Alles über meine Mutter                          |
| 2000 | Ang Lee                       | 臥虎藏龍 (Wòhǔ Cánglóng)                                       | Tiger and Dragon                                 |
| 2001 | Jean-Pierre Jeunet            | Le fabuleux destin d’Amélie Poulain                            | Die fabelhafte Welt der Amélie                   |
| 2002 | Alfonso Cuarón                | Y Tu Mamá También                                              | Y Tu Mamá También – Lust for Life                |
| 2003 | Fernando Meirelles Kátia Lund | Cidade de Deus                                                 | City of God                                      |
| 2004 | Jean-Pierre Jeunet            | Un long dimanche de fiançailles                                | Mathilde – Eine große Liebe                      |
| 2005 | Michael Haneke                | Caché                                                          | Caché                                            |
| 2006 | Clint Eastwood                | 硫黄島からの手紙, Iōjima kara no tegami/ Letters from Iwo Jima | Letters from Iwo Jima                            |
| 2007 | Cristian Mungiu               | 4 luni, 3 săptămâni și 2 zile                                  | 4 Monate, 3 Wochen und 2 Tage                    |
| 2008 | Tomas Alfredson               | Låt den rätte komma in                                         | So finster die Nacht                             |
| 2009 | Michael Haneke                | Das weiße Band – Eine deutsche Kindergeschichte                | Das weiße Band – Eine deutsche Kindergeschichte  |
| 2010 | Jacques Audiard               | Un prophète                                                    | Ein Prophet                                      |
| 2011 | Asghar Farhadi                | persisch جدایی نادر از سیمین Dschodai-ye Nader az Simin        | Nader und Simin – Eine Trennung                  |
| 2012 | Michael Haneke                | Amour                                                          | Liebe                                            |
| 2013 | Joshua Oppenheimer            | The Act of Killing                                             | The Act of Killing                               |
| 2014 | Ruben Östlund                 | Force Majeure                                                  | Höhere Gewalt                                    |
| 2015 | László Nemes                  | Saul Fia                                                       | Son of Saul                                      |
| 2016 | Park Chan-wook                | 아가씨 (Agassi)                                                | Die Taschendiebin                                |
| 2017 | Ruben Östlund                 | The Square                                                     | The Square                                       |
| 2018 | Alfonso Cuarón                | Roma                                                           | Roma                                             |
| 2019 | Bong Joon-ho                  | 기생충 (Gisaengchung)                                          | Parasite                                         |
| 2020 | Thomas Vinterberg             | Druk                                                           | Der Rausch                                       |
| 2021 | Ryūsuke Hamaguchi             | ドライブ・マイ・カー, Doraibu mai kā                           | Drive My                                         |
| 2022 | Park Chan-wook                | 헤어질 결심, Haeojil gyeolsim                                  | Die Frau im Nebel                                |
| 2023 | Jonathan Glazer               | The Zone of Interest                                           | The Zone of Interest                             |
| 2024 | Payal Kapadia                 | All We Imagine as Light                                        | All We Imagine as Light                          |